# Cecilia Johnson
Cecilia Johnson là một nữ chính trị gia Ghana và là cựu Chủ tịch Hội đồng Nhà nước Ghana. Bà từng là Tổng Bí thư Phong trào Phụ nữ 31 tháng 12 và cũng là Bộ trưởng Chính quyền Địa phương.